# Пирри
Хосе Мартинес Санчес (исп. José Martínez Sánchez), более известный как Пирри (исп. Pirri), — испанский футболист, полузащитник. Бо́льшую часть своей карьеры (16 сезонов) провёл в мадридском «Реале».

## Карьера
Многолетний игрок и капитан мадридского «Реала». Одинаково успешно играл как на позиции полузащитника, так и на позиции либеро.
Пирри воплотил в себе самый дух испанского футбола. Он начинал как атакующий инсайд-форвард, потом очень успешно переквалифицировался в полузащитника и центрального защитника. Список его достижении действительно впечатляет: восемь побед в чемпионате Испании, три — в Кубке Испании и одна — в Кубке европейских чемпионов в 1966 г. С 1966 по 1978 г. Пирри сыграл 44 матча за сборную. Дважды его приглашали в сборную Европы: в 1970 г. на матч с «Бенфикой» и в 1973 г. на игру со сборной Южной Америки. По окончании карьеры игрока Пирри закончил своё медицинское образование и стал работать врачом в «Реале».
В различных турнирах забил за сливочных 210 голов. В 1970 был назван лучшим футболистом Испании. Завершал карьеру в Мексике, где на тот момент стал самым дорогим игроком в истории местного футбола.

## В сборной
Пирри сыграл 41 матч и забил 16 мячей за сборную Испании с 1966 по 1978.

### Голы за сборную
| #   | Дата            | Место проведения                                 | Противник         | Гол Пирри | Результат | Соревнование                  |
| --- | --------------- | ------------------------------------------------ | ----------------- | --------- | --------- | ----------------------------- |
| 1.  | 13 июля 1966    | Вилла Парк, Бирмингем, Англия                    | Аргентина         | 1-1       | 1-2       | Чемпионат мира 1966           |
| 2.  | 7 декабря 1966  | Месталья, Валенсия, Испания                      | Ирландия          | 2-0       | 2-0       | Чемпионат Европы 1968 (отбор) |
| 3.  | 22 октября 1967 | Сантьяго Бернабеу, Мадрид, Испания               | Чехия             | 1-0       | 2-1       | Чемпионат Европы 1968 (отбор) |
| 4.  | 17 октября 1968 | Стад Жерлан, Лион, Франция                       | Франция           | 1-1       | 1-3       | Товарищеский матч             |
| 5.  | 15 октября 1969 | Ла-Линеа-де-ла-Консепсьон, Испания               | Финляндия         | 1-0       | 6-0       | Чемпионат мира 1970 (отбор)   |
| 6.  | 11 ноября 1970  | Рамон Санчес Писхуан (стадион), Севилья, Испания | Северная Ирландия | 2-0       | 3-0       | Чемпионат Европы 1972 (отбор) |
| 7.  | 20 февраля 1971 | Сант-Элия, Кальяри, Италия                       | Италия            | 0-1       | 1-2       | Товарищеский матч             |
| 8.  | 17 марта 1971   | Месталья, Валенсия, Испания                      | Франция           | 1-2       | 2-2       | Товарищеский матч             |
| 9.  | 17 марта 1971   | Месталья, Валенсия, Испания                      | Франция           | 2-2       | 2-2       | Товарищеский матч             |
| 10. | 9 мая 1971      | ГСП, Никосия, Кипр                               | Кипр              | 0-1       | 0-2       | Чемпионат Европы 1972 (отбор) |
| 11. | 24 ноября 1971  | Стадион Лос-Карменес, Гранада, Испания           | Кипр              | 1-0       | 7-0       | Чемпионат Европы 1972 (отбор) |
| 12. | 24 ноября 1971  | Стадион Лос-Карменес, Гранада, Испания           | Кипр              | 4-0       | 7-0       | Чемпионат Европы 1972 (отбор) |
| 13. | 12 октября 1974 | Монументаль Ривер Плейт, Буэнос-Айрес, Аргентина | Аргентина         | 0-1       | 1-1       | Товарищеский матч             |
| 14. | 12 октября 1975 | , Барселона, Испания                             | Дания             | 1-0       | 2-0       | Чемпионат Европы 1976 (отбор) |
| 15. | 10 октября 1976 | Рамон Санчес Писхуан (стадион), Севилья, Испания | Югославия         | 1-0       | 1-0       | Чемпионат мира 1978 (отбор)   |
| 16. | 25 января 1978  | Сантьяго Бернабеу, Мадрид, Испания               | Италия            | 1-0       | 2-1       | Товарищеский матч             |

## Достижения
- Чемпионат Испании: 1964/65, 1966/67, 1967/68, 1968/69, 1971/72, 1974/75, 1975/76, 1977/78, 1978/79, 1979/80
- Кубок Испании: 1969/70, 1973/74, 1974/75, 1979/80
- Кубок чемпионов: 1965/1966